# Скетинг-ринг
«Скетинг-ринг» (англ. The Rink; інші назви — англ. Rolling Around / Waiter) — американська короткометражна кінокомедія режисера Чарльза Чапліна 1916 року.

## Сюжет
Чарлі працює офіціантом в ресторані, обслуговуючи клієнтів, вступаючи в суперечки з колегами і спритно уникаючи покарання із боку менеджера. Під час обідньої перерви він відправляється на ковзанку, щоб покататися на роликах, і зустрічає дівчину, вступивши в конфлікт з конкурентом, одним зі своїх клієнтів містером Соутом. Чарлі представляється їй як сер Сесіл Зельцера, і дівчина запрошує його на свою роликову вечірку. Чарлі приходить, проте тут же опиняється і Соут. Обман викрито, гості та поліцейські спрямовуються в погоню за Чарлі, проте той ховається, учепившись тростиною за проїжджаючу машину.

## У ролях
- Чарлі Чаплін — офіціант
- Една Первіенс — дівчина
- Джеймс Келлі — її батько
- Ерік Кемпбелл — містер Соут
- Генрі Бергман — місис Соут
- Альберт Остін — кухар
- Френк Коулмен — менеджер ресторану
- Джон Ренд — офіціант
- Шарлотта Міно — подружка Едни